# ريد هات
شركة ريد هات (بالإنجليزية: Red Hat)‏ تعتبر للكثيرين من الشركات التي قامت بالاستفادة من نظام جنو لينكس بأفضل طريقة، توزيعة ريدهات تعتبر من أكثر التوزيعات شعبية، ما يجعل هذه التوزيعة مميزة هو البرامج التي يتم تطويرها من قبل الشركة نفسها. تعتمد ريدهات على الواجهة الرسومية والنصية أثناء التحميل. عندما يصدر برنامج جديد فإن الشركة تقوم بنشر نسخة تجريبية (بيتا) لعامة المستخدمين، ويستطيع المستخدم إرسال أي انتقادات لهذه النسخة إلى الشركة، وهكذا يتم الاستفادة من انتقادات المستخدمين لتحسين البرنامج.
الكثير من المزودات والخادمات العالمية يتم تشغيلها على خادمات ريدهات، وهي مستخدمة بشكل واسع لأغراض متعددة. أيضاً يستطيع المستخدم تحديث البرامج من خلال موقع الشركة وهو يحتوي على الكثير من المعلومات في تصنيف الوثائق والبرامج المجانية، وقد قامت الشركة بإنشاء شهادات من أجل نشر نسختها من لينكس وهي: RHCE وRHCSA وغيرها من الشهادات وهي تعتبر من أعلى الشهادات لإدارة نظام ريدهات لينكس.
- الإيجابيات:

قوة النظام مقارنة مع بقية توزيعات لينكس،
مستخدمة بشكل واسع،
دعم كبير من قبل المجتمع ومن كبرى شركات العالم مثل اتش بي ودل واوراكل وغيرها، بالإضافة إلى التبني المطلق لتطبيق yum المسؤول عن تنزيل وتحديث وإدارة التطبيقات في داخل النظام بشرط الاشتراك مع شبكة ريدهات غير المجانية شبكة ريد هات.
- السلبيات: دعم بسيط لتراميز الوسائط المتعددة.

أعلنت شركة ريدهات أن إصدار ريدهات 9 (والذي ظهر في 31 مارس 2003م) سيكون آخر نسخة من خط الإنتاج والتطوير الموجه للمستخدم العادي، وأنهم لن يوفروا أية إصدارات مجانية بعد ذلك الوقت، ووستتركز كافة جهود ريدهات على الإصدارات الموجهة للخادمات، وللمستخدمين في الشركات، وكبديل عن إصدارات ريدهات لمستخدمي المنازل والإصدارات المجانية، تم إنشاء إصدارة فيدورا لينكس.
فيدورا هو مشروع مفتوح المصدر غير ربحي يهدف لتوفير إصدارة لينكس متجددة وحديثة تعتمد على جهود ريدهات السابقة، ودعم مجتمع البرمجيات المفتوح المصدر. وقد رافق دعم ريدهات لإصدارة فيدورا فتح عدد كبير من مشاريع ريدهات وجعلها مفتوحة المصدر، ومنها برامج الإعدادات الخاصة بريدهات.
إصدارة فيدورا حرة بشكل كامل، وإمكانية التطوير فيها أكبر من إصدارات ريدهات السابقة، ولأنها ستحتوي على آخر النسخ من البرامج المختلفة مما يجعلها إحدى أكثر الإصدارات حداثة.
ونظرا لتوجه ريد هات على إنتاج الإصدارات الموجهة للخادمات، وعدم توفيرها الحزم المجمّعة مسبقا (Binary Packages) ولكن نشرها للشيفرة المصدرية لهذه الإصدارات، نشأت على الأقل إصدارتان مبنيتان على تجميع المصدر للإصدارة المجمّعة غير المجانية لريد هات، أشهرها هي سينت أو إس.

## برامج ومشاريع

### حاسوب لكل طفل
مهندسي ريد هات اشتغلوا مع مبادرة حاسوب لكل طفل (هي منظمة غير ربحية تم انشاءها بواسطة أعضاء مختبر وسائط ماساتشوستس لتكنولوجيا المعلومات  MIT Media Lab) لهندسة وانتاج حواسيب غير مكلفة ومحاولة توفير لكل طفل في العالم الوصول لتواصل مفتوح، معرفة مفتوحة وتعليم مفتوح.  حاسوب XO-4، آخر جهاز من هذا المشروع، يشتغل بنسخة خفيفة من نظام تشغيل فيدورا 17 Fedora 17.

### KVM
آفي كيفيتي (Avi Kivity) بدأ تطوير KVM  في منتصف سنة 2006 في شركة Qumranet، شركة تكنولوجيا مبتدئة التي تم ضمها لشركة ريد هات سنة 2008.

### جنومGNOME
ريد هات هي أكبر مساهم في بيئة جنوم المكتبية. كان لديها مجموعة من الموظفين يشتغلون بدوام كلي على برنامج Evolutuion (Gnome Evolution)، مدير المعلومات الشخصية الرسمي ل GNOME.

### سيستم دي
نظام التهيئة ومدير خدمات النظام في أنظمة لينكس.

### PulseAudio
برنامج خادم الصوت قادر على الاتصال بالشبكة تم نشره عبر مشروع freedesktop.org

### Dogtail
إطار عمل للإختبار ذو واجهة مستخدم رسومية (GUI) آلية مفتوحة المصدر، طور في البداية بواسطة ريد هات، يتكون من برمجيات حرة نشر تحت رخصة جنو العمومية (GPL) وتم كتابته بلغة البايثون. يمنح هذا الإطار المبرمجين بناء واختبار برامجهم. ريد هات أعلنت عن إطلاق Dogtail في سنة مؤتمر 2006 الخاص بها.

### MRG
ريد هات MRG وهو منتج تجميعي مخصص للحوسبة المتكاملة عالية الأداء (HPC). اختصار MRG يعود إلى "Messaging Realtime Grid" (شبكة المراسلة في الوقت الفعلي).

### Opensource.com
ريد هات تنتج منشورات على الأنترنت في Opensource.com منذ 20 يناير سنة 2010. يسلط الموقع الضوء على الطرق التي تطبق بها مبادئ المصدر المفتوح في مجالات أخرى غير تطوير البرمجيات. يتبع الموقع تطبيق فلسفة المصدر المفتوح على الأعمال والتعليم والحكومة والقانون والصحة والحياة.

### Red Hat Exchange
في سنة 2007، ريد هات أعلنت أنها أبرمت إتفاقيات مع بعض شركات  البرامج الحرة والبرامج المفتوحة المصدر (FOSS) مما سمح لها بإنشاء منفذ توزيعة باسم Red Hat Exchange، إعادة بيع برامج البرمجيات الحرة والمفتوحة المصدر مع الحفاظ على العلامة التجارية الأصلية. بوصول 2010، ريد هات تخلت على برنامج  Red Hat Exchange لتركيز جهودها أكثر على تحالف القنوات المفتوحة المصدر الذي بدأته في أبريل سنة 2009.

### Red Hat Single Sign On
Red Hat Single Sign On هو منتج برمجي يسمح بتسجيل الدخول الأحادي باستخدام إدارة الهوية وإدارة الوصول التي تستهدف التطبيقات والخدمات الحديثة.

### Red Hat Subscription Management
Red Hat Subscription Management  يجمع بين تسليم المحتوى وإدارة الاشتراك.

### CEPH Storage
ريد هات هي أكبر مساهم في مشروع (CEPH Storage (SDS : تخزين الكتل، الملفات، الكائنات الذي يعمل وفقًا لمعايير خوادم x86.

### OpenShift
ريد هات تشغل OpenShift، منصة الحوسبة السحابية كخدمة Node.js, PHP, Perl, Python, Ruby, JavaEE وغير ذلك.

### OpenStack
ريد هات تسوق نسخة من OpenStack مما يساعد على إدارة مركز البيانات بطريقة الحوسبة السحابية.

### CloudForms
ريد هات CloudForms يوفر إدارة الأجهزة الافتراضية والمثيلات والحاويات المبنية على Red Hat Virtualization, Microsoft Hyper-V, OpenStack, Amazon EC2, Google Cloud Platform, Microsoft Azure, and Red Hat OpenShift.

### ليبر أوفيسLibreOffice
ريد هات تساهم، بالإضافة إلى مجموعة من مطوري البرامج، في تطوير LibreOffice، مجموعة مكتبية حرة ومفتوحة المصدر.

### مشاريع أخرى حرة ومفتوحة المصدر
ريد هاد لديها بعض الموظفين يشتغلون كل الوقت على برامج حرة ومفتوحة المصدر أخرى ليست منتوجات ريد هات، على سبيل المثال اثنان من موظفيها بدوام كامل يشتغلون على برنامج radeon المجاني (David Airlie and Jerome Glisse) وموظف آخر يشتغل على برنامج المجاني  nouveau graphic drivers.
ريد هات تنظم أيضا حدث «يوم المصدر المفتوح» حيث يعرض العديد من الشركاء تقنياتهم مفتوحة المصدر.

### Xorg
ريد هات واحدة من أكبر المساهمين.

## وصلات خارجية
- الموقع الرسمي